# Dejan Marković (football, 1973)
Pour les articles homonymes, voir Dejan Marković et Marković.
Dejan Marković, (en cyrillique serbe : Дејан Марковић) né le 26 mai 1973 à Zemun en République fédérative socialiste de Yougoslavie, est un joueur et entraîneur de football serbo-espagnol.

## Carrière
Dejan Marković fait ses débuts avec le FK Partizan Belgrade durant la saison 1989-1990, avant de rejoindre, au début de la saison 1992-1993, l’Espagne et l’Unió Esportiva Figueres. Il reste en Espagne jusqu’en 2000, jouant successivement pour le Club Deportivo Logroñés et le Club Atlético Osasuna. Il s’engage ensuite en Autriche, avec l'Admira Wacker, puis en Italie avec l'AS Manfredonia, avant de rejoindre, en 2006, le FC Naters, en première ligue suisse (troisième division). L’année suivante, il devient entraîneur-joueur du club haut-valaisan,. Il met un terme à sa carrière en 2009, tout en restant entraîneur du club. Il quitte le FC Naters en 2012, avant de devenir, l’année suivante, l’entraîneur du FC Viège en 2e ligue interrégionale.